# Casas de los Pinos
Casas de los Pinos – gmina w Hiszpanii, w prowincji Cuenca, w Kastylii-La Mancha, o powierzchni 68,21 km². W 2011 roku gmina liczyła 561 mieszkańców.